# Niz nesretnih događaja
Niz nesretnih događaja je serija knjiga koju je napisao Lemony Snicket (Daniel Handler). Serija je postala planetarno popularna i osvojila je više nagrada. Posljednja knjiga The End izdana je na petak 13. 2006. godine. U Hrvatskoj je za sada izdano sedam knjiga.

## Podrijetlo
Daniel Handler, autor serije, je rekao da je odlučio napisati dječju knjigu dok je pokušavao izdati svoj roman The Basic Aight. Izdavačka kuća HarperCollins nije izdala The Basic Aight ali je bila zainteresirana da Handler napiše roman za mlade. U početku mu se to činilo kao grozna ideja, ali se ipak sastao s izdavačima da razgovara o knjizi. Objasnio je svoju ideju o Gotičkom romanu o odrastanju kroz grozne događaje. Na Handlereovo iznenađenje, ideja se svidjela izdavačima. Prva knjiga u seriji, Loš početak izdana je 30. rujna 1999. godine.

## Radnja
Nakon što im roditelji poginu u požaru,siročići Violeta, Klaus i Sunčica Baudelaire odlaze u svog najbližeg rođaka, grofa Olafa. No nije sve tako jednostavno. Grof Olaf se želi domoći njihovog bogatstva, jedini način da to učini je da ih ubije. Nakon nekiliko neuspjelih pokušaja Olaf odlučuje oženiti se za Violetu, najstarije siroče. No njegov plan se razotkrije i siročad odlazi kod svog novog skrbnika.
Cijela serija prati putovanja siročadi od jednog skrbnika do drugog. Grof Olaf ih prati u stopu prisiljavajući ih da se stalno sele. Uvijek se preruši u jako loše maske, no samo ga siročad Baudelaire može prepoznati. No u sedmoj knjizi dolazi do preokreta. Violeta, Klaus i Sunčica su nepravedno optuženi za zločin i u bijegu su od zakona i od grofa Olafa. Nakon sedme knjige Olaf je slobodan i ne treba se prerušavati, ali zato su siročići prisiljeni maskirati se.
U međuvremenu siročad otkriva da su im roditelji čalanovi organizacije V.F.D. (U.D.V. na hrvatskom). No čini se da je i Olaf, kao i svi drugi njihovi skrbnici povezan s istom organizacijom. Imena njihovih roditelja nisu poznata kroz skoro cijelu seriju no kasnije se saznaje da im je očevo ime Bertrand, a majčino Beatrice.

## Knjige u Hrvatskoj
1. Loš početak
2. Soba gmazova
3. Široki prozor
4. Pilana jada
5. Ubitačno učilište
6. Tobožnje dizalo
7. Stravično selo
8. Bezdušna bolnica

## Beatrice
Snicketova preminula ljubav kojoj je posvećena svaka knjiga. Ona je majka Baudelairovih koja umire u požaru koji im je uništio dom. Izdana je i knjiga Beatrice Letters koja sadržava mnoga pisma koja joj je Snicket slao tijekom života.

## Trojke Quagmire
U petoj knjizi pod nazivom Ubitačno učilište, siročad Baudelaire upoznaju blizance Isadoru i Duncana Quagmire. Njihovi roditelji su također poginuli u požaru, a s njima i njihov brat Quigley. Za njega se vjerovalo da je mrtav dok ga Violeta i Klaus Baudelaire nisu upoznali u desetoj knjizi. Isadora i Duncan su prvi saznali za tajnu organizaciju V.F.D. (U.D.V. na hrvatskom).

## Vanjske poveznice
- Lemony Snicket
- UnfortunateEvents.com